# کاخ تنهایی (کتاب)
کاخ تنهایی یا خاطرات ثریا نام کتابی است منسوب به ملکه ثریا اسفندیاری همسر دوم محمدرضاشاه پهلوی.
لویی والانتن در نگارش این کتاب ثریا را همراهی کرده است. این کتاب به زبان فرانسوی توسط ناشری به نام میشل لافون در پاریس، فرانسه چاپ شده و نشر البرز نیز آن را در ایران تجدید چاپ و ترجمه کرده است.

## بخشهایی از متن کتاب
قاهره… سیسیل… محمدرضا… فرانکو… این شعر به خاطرم می‌آید: بر آرامگاه شاهان آهوان در جست و خیزاند… و … بر مزار شاعر گل مینا می‌روید…

شما هر دو باهم متفاوت بوده‌اید و من هردوتان را دوست داشته‌ام…

چگونه می‌توان غمزده ماند، درحالی که در قلب تاخت آهوان و روییدن گل مینا را داشت؟

چگونه می‌توان غمزده ماند، در حالی که گذشته و آینده هر دو موجودند؟....
معمولاً محمدرضا را نمی‌بینم مگر برای ناهار. بعد از صرف قهوه دربارهٔ آخرین حوادث روز صحبت می‌کنیم، اخبار را از رادیو می‌شنویم. روزنامه‌ها را گاه نگاه می‌کنیم. وقتی هم کار مهمی در پیش نیست دیداری کوتاه با دور و بر تهران انجام می‌دهیم. طی این گردش‌ها آنچه را که در حد آشکار و نهان می‌داند برایم بازگو می‌کند. آشنایی‌اش به فرهنگ و زبان فرانسه در حد بالاییست. از فلسفهٔ اشراق و عرفان آگاه است. تاریخ ادیان ایران را از زرتشت تا اسلام می‌داند. به ادبیات و شعر فارسی عشق می‌ورزد و …
از این پس دکتر مصدق مالک تمام عیار ایران است. غرورش دیگر مرزی نمی‌شناسد. چون روش ضد کمونیست دارد خواستار هواخواهی از سوی حزب توده نیست. ولی به مسکو تکیه می‌کند و آنها سفارش‌های وارداتی شان را با ایران گسترش می‌دهند و …
شمس حالش بهبود می‌یابد و با تبسمی مرا از این بابت مطمئن می‌سازد؛ همه چیز درست خواهد شد. «ثریا امروز برادرم با من صحبت کرد؛ من به او گفتم تا دو روز دیگر می‌رویم به رم و پدر شما آنجا به ما ملحق می‌شود- رم آخرین منزل ما پیش از رفتن به تهران نزد محمدرضاست». او…